# Фернандес, Паоло
Паоло Фернандес (исп. Paolo Fernandes; род. 9 августа 1998, Сарагоса, Арагон) — испанский футболист, полузащитник клуба «Аль-Халидж».

## Клубная карьера
Фернандес является воспитанником «Манчестер Сити», в академию которого он перебрался в 2013 году. С 2016 года выступал за молодёжную команду клуба, провёл 22 матча, забил 11 мячей. Летом 2017 года был отдан в аренду в нидерландский клуб НАК. 12 августа 2017 года дебютировал в Эредивизи в поединке против «Витесса», выйдя на замену после перерыва вместо Джованни Корте.